# Max Spielmann (Maler)
Max Spielmann (* 8. Oktober 1906 in Innsbruck; † 5. November 1984 ebenda) war ein österreichischer Maler, Glasmaler und Bildhauer.

## Leben
Nach dem Besuch der Bundesgewerbeschule Innsbruck von 1920 bis 1924 studierte Max Spielmann von 1926 bis 1930 an der Staatsschule für angewandte Kunst in München und von 1931 bis 1939 an der Akademie der Bildenden Künste München bei Franz Klemmer. Im Zweiten Weltkrieg wurde er als Zeichner in einem Kriegsberichterstattertrupp in Norwegen und in der Sowjetunion eingesetzt. 1944 war er auf der Großen Deutsche Kunstausstellung in München mit sechs Zeichnungen vertreten, die er während seines Kriegseinsatzes in der Sowjetunion angefertigt hatte.
Ab 1945 lebte er als freischaffender Künstler in Innsbruck.
Bereits während der Studienzeit erhielt Spielmann Aufträge für Wandgestaltungen. Nach dem Zweiten Weltkrieg schuf er zahlreiche Werke in kirchlichen und profanen Räumen in Tirol und dem gesamten Alpenraum. Er hatte eine Vorliebe für Fresko- und Glasmalerei, zusammen mit Fred Hochschwarzer war er in der Nachkriegszeit der führende Glasmaler Tirols. Daneben schuf er Aquarelle, Graphiken, Holzschnitte, Ölgemälde, Sgraffiti, Keramik- und Emailmalerei, Mosaiken und Skulpturen. Er hatte Ausstellungen unter anderem in Wien, Graz, Salzburg, Rom und mehrmals in Innsbruck, darunter 1981 eine Ausstellung im Tiroler Landesmuseum Ferdinandeum anlässlich seines 75. Geburtstages.

## Auszeichnungen
- III. Staatspreis in Wien, 1935
- Berufstitel Professor, 1963
- Pygmalion-Medaille der Deutschen Kunststiftung der Wirtschaft, 1979
- Ehrenzeichen für Kunst und Kultur der Stadt Innsbruck, 1983[2]

## Werke

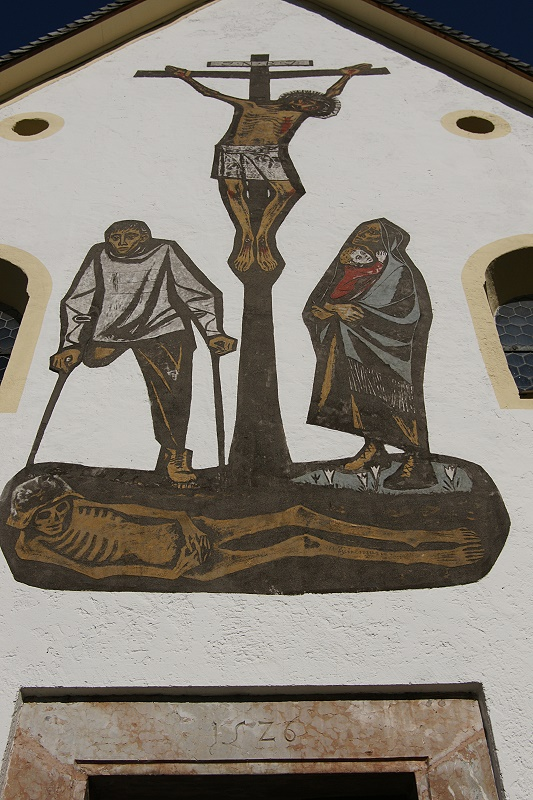
Sgraffito, Rochuskapelle Reutte (1954)

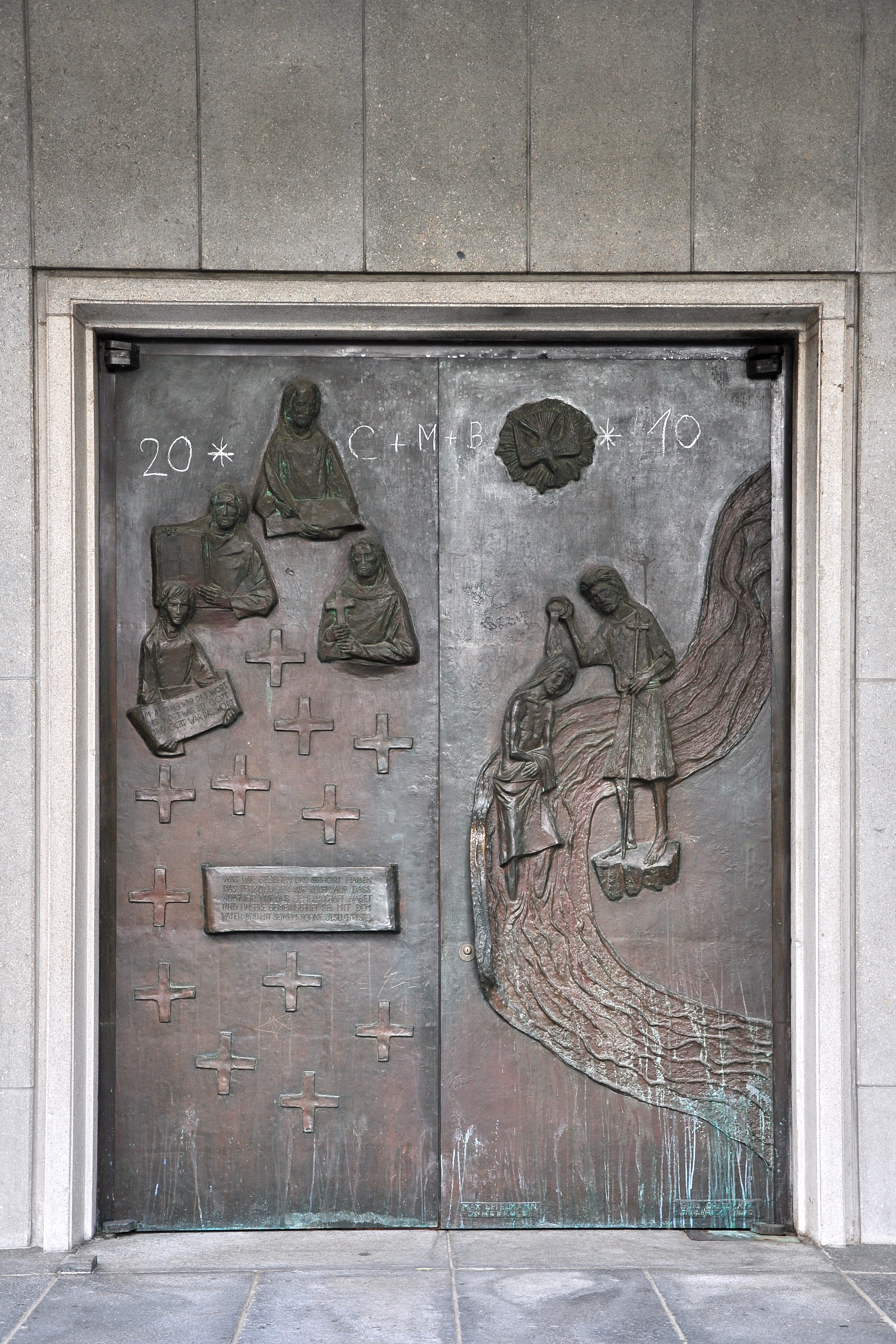
Bronzeportal, Pfarrkirche Maria Frieden, Dübendorf (1977)

- Selbstbildnis aus dem Kaukasus (Buntstift-Zeichnung, 1942; ausgestellt 1944 auf der Großen Deutschen Kunstausstellung)[3]
- Kriegsgefangener Mongole (Buntstift-Zeichnung; 1942; ausgestellt 1944 auf der Großen Deutschen Kunstausstellung)[4]
- Fresken, Kriegerdenkmal, ehemalige Totenkapelle, Ellbögen, 1946[5]
- Keramikmosaiken, Kapelle Großer Gott, Innsbruck-Hötting, 1947[6]
- Mosaiken, Friedhofskapelle Kufstein, 1949[7]
- Mosaiken und Sgraffiti, Verwaltungsgebäude der Plansee-Werke, Breitenwang, 1952[8]
- Sgraffiti, ehemalige Landwirtschaftliche Lehranstalt, Notburgahaus, Breitenwang, 1953[9]
- Sgraffito, Volksschule Weißenbach am Lech, 1953[10]
- Sgraffito, Wohnhaus Egger-Lienz-Straße 48, Innsbruck, 1954[11]
- Sgraffito an der Eingangsfassade und Fresken am Chorbogen, Rochuskapelle, Reutte, 1954[12]
- Fresko Mariahilf und Glasmalereien, Pfarrkirche Scharnitz, 1954/1961[13]
- Sgraffito an der Volksschule Volders, 1955[14]
- Sgraffito Die Erzgießer des Maximiliangrabes, Geschäftshaus Maria-Theresien-Str. 49, Innsbruck, 1956[15]
- Fenster, Mosaike, Altarbilder, Bronzearbeiten, Tabernakel, Portale, Pfarrkirche Bad Schallerbach, 1956–1958[16]
- Sgraffito Schulkinder mit Schutzengel, Kindergarten in Volderwald, 1957[14]
- Wandgemälde mit Schulszenen, BORG Innsbruck, 1957[17]
- Sgraffito Blumen und hl. Nikolaus, Wohnhaus Innstraße 63, Innsbruck, 1957[18]
- Sgraffito Festung Porta Claudia, Zollwohn- und Amtsgebäude, Scharnitz, 1957[19]
- Sgraffiti, Gasthof Weißes Rössl, Gries am Brenner, 1957[20]
- Sgraffito Kindergarten Pechestraße, Innsbruck-Wilten, 1960[21]
- Altarmosaik Bekehrung und Hinrichtung des hl. Paulus, Glasfenster, Bronzekruzifix, Tabernakel, Kreuzwegstationen, Taufbecken, St. Paulus, Innsbruck, 1960/1961[22]
- Sgraffito Castell Veldidena, Wohnhaus Leopoldstraße 44, Innsbruck, 1963[23]
- Altarfenster Auferstandener Christus, Glasbeton, Auferstehungskirche, Marktsteft, 1964
- Sgraffito Tierkreiszeichen, Wohnhaus Innrain 117, Innsbruck, 1965[24]
- Altarmosaik, Petrus-Bilder, Kreuzweg, Volksaltar, Ambo und Tabernakel, Filialkirche Schönau, Bad Schallerbach, 1965/1966[25]
- Sgraffito Legende des hl. Korbinian, ehemalige Benediktinnerinenhauptschule, Scharnitz, 1968[26]
- Bronzeportal, Kruzifix, Kreuzweg, Glasfenster, Pfarrkirche Maria Frieden, Dübendorf, 1969/1977
- Fresko Nordfassade der Weiherburg, Innsbruck, 1978[27]
- Bronzeportale, Kirche St. Peter und Paul, Zürich, 1981/1984[28]